# Haïm Sturmann
 (février 2018).
Si vous disposez d'ouvrages ou d'articles de référence ou si vous connaissez des sites web de qualité traitant du thème abordé ici, merci de compléter l'article en donnant les références utiles à sa vérifiabilité et en les liant à la section « Notes et références ».
Haïm Sturmann (חיים שטורמן) est le fils de Ménouha et Avraham-Moshé. Il naît le 2 janvier 1892 à Zaporijjya en Ukraine.

## Biographie
En 1906, il émigre en Palestine avec sa famille avec laquelle il s'installe à Jaffa, et étudie à l'école Hertzliya à Tel-Aviv. À la mort de son père, il s'installe avec sa mère à Yavnéel et ensemble, ils tiennent un restaurant pour ouvriers.
À l'âge de 18 ans, Haïm Sturmann entre dans les rangs de l'organisation Hashomer à Hadera.
Après une altercation violente avec des bergers arabes, Sturmann est incarcéré dans la prison de Akko, d'où il entretiendra une correspondance dans laquelle il exprimera sa passion pour la nature et l'humanité dans son ensemble. À sa sortie de prison, il réintègre le Hashomer à Tel-Adashim, Rehovot et Kinéret. De 1916 à 1917, Sturmann travaille à l'acquisition d'armes pour la défense de la ville de Rehovot et de Tel Haï. Le 21 septembre 1921, il compte parmi les premiers à venir s'installer au kibboutz Eïn-Harod. Il parvient alors à tisser des relations d'amitié et de respect avec les voisins arabes du lieu.
Shaoul Avigour écrit à son sujet : "Haïm était le pur héritier de la tradition des membres de Hashomer". Quant à Yossef Fein : "Lorsque je me souviens de Haïm, il me vient à l'esprit l'image d'un être parfait dans son mode de pensée, sa saine logique et sa réserve. Il savait conquérir son monde...".
Haïm Sturmann participe activement au programme de Tour et Muraille dans la vallée de Beït-Shéan et des monts de Yissahar.
Le 14 septembre 1938, sur la route de Beït-Shéan à Tirat-Zvi, lors de la prospection pour une nouvelle implantation, il saute sur une mine et meurt avec deux de ses amis. Haïm Sturmann est inhumé à Eïn-Harod et laisse derrière lui sa femme et trois enfants. Son fils Moshé tombe durant la Guerre d'Indépendance dans la vallée de Beït-Shéan, son petit-fils Haïm en 1969 sur le front égyptien et son petit-fils Amir le long du canal de Suez en 1970.
Son souvenir est rappelé par la création de Beït-Sturmann, musée et institut de sciences naturelles.